# Chris Baldwin
Christopher Baldwin, detto Chris (Chicago, 15 ottobre 1975), è un ex ciclista su strada statunitense.

## Palmarès

### Strada
- 1999 (Navigators Cycling Team, una vittoria)

10ª tappa Vuelta a Guatemala
- 2001 (Navigators Insurance Cycling Team, due vittorie)

4ª tappa Cascade Cycling Classic
6ª tappa Cascade Cycling Classic
- 2003 (Navigators Insurance Cycling Team, quattro vittorie)

Campionati statunitensi, Prova a cronometro Elite
5ª tappa - parte a Tour de Beauce (Saint-Jean-de-la-Lande, cronometro)
1ª tappa Fitchburg Longsjo Classic (cronometro)
1ª tappa Tour de Toona
- 2004 (Navigators Insurance Cycling Team, una vittoria)

3ª tappa Cascade Cycling Classic
- 2005 (Navigators Insurance Cycling Team, due vittorie)

1ª tappa Nature Valley Grand Prix (Saint Paul, cronometro)
Campionati statunitensi, Prova a cronometro Elite
- 2006 (Toyota-United Pro Cycling Team, due vittorie)

1ª tappa San Dimas Stage Race (cronometro)
1ª tappa Tour of the Gila (Tyrone, cronometro)
Classifica generale Tour of the Gila
- 2009 (Rock Racing, una vittoria)

2ª tappa Mount Hood Classic (cronometro)

#### Altri successi
- 1999 (Navigators Cycling Team)

Lobo Classic
Oredigger Classic
- 2000 (Navigators Cycling Team)

Sea Coast Criterium
Sear May Classic Climb
Sear May Classic Time Trial
Wheels of Thunder Classic Colorado
2ª tappa Killington Stage Race
- 2003 (Navigators Insurance Cycling Team)

Criterium Boulder
Criterium Rabbit Mountain
- 2004 (Navigators Insurance Cycling Team)

Boulder-Roubaix
Prologo Colorado Classic
- 2005 (Navigators Insurance Cycling Team)

1ª tappa Boulder Stage Race (cronometro)
3ª tappa Boulder Stage Race
- 2006 (Toyota-United Pro Cycling Team)

Boulder-Roubaix
5ª tappa Tour of Utah (Salt Lake City)

## Piazzamenti

### Competizioni mondiali
- Campionati del mondo

Hamilton 2003 - In linea Elite: ritirato
Verona 2004 - In linea Elite: ritirato
Salisburgo 2006 - Cronometro Elite: 26º
Salisburgo 2006 - In linea Elite: ritirato